# Suzy Camacho
Suse Maria Gomes Camacho Curi (São Paulo, 9 de outubro de 1961), mais conhecida artisticamente como Suzy Camacho é uma psicóloga e ex-atriz brasileira. Após Brega & Chique (1987) afastou-se da carreira artística para focar na psicologia, fazendo raras participações desde então.

## Biografia
Suzy Camacho começou sua carreira ainda criança, ao ganhar o concurso de beleza Mini-Miss São Paulo 1971. Foi jurada mirim nos programas de Silvio Santos. Em seguida, foi convidada pela TV Record para fazer o teste da telenovela O Setinho. Foi a escolhida entre duas mil crianças para atuar na telenovela, que não foi ao ar.  Em 1973, foi contratada pela TV Record  para fazer seu primeiro trabalho, a protagonista da telenovela Vidas Marcadas, no papel de "Chininha". Em 1974 foi contratada pela TV Tupi para a novela A Barba-Azul e  O Machão. Em seguida, participou de grandes sucessos da extinta TV Tupi, como A Viagem e O Profeta. Com o fim da emissora, foi para a  Rede Bandeirantes,  atuando em Pé-de Vento , Dulcinéia Vai à Guerra e Os Imigrantes . Teve uma breve passagem pela TV Cultura. Em seguida, recebe o convite para ser a "estrela" do recém-criado SBT, onde protagonizou diversas telenovelas como A Força Do Amor, Vida Roubada e Jerônimo. Atuou em vários comerciais para a TV e alguns filmes e peças de teatro.  
Em 1984 se formou em psicologia pela Faculdades Metropolitanas Unidas (FMU). Foi para a Rede Globo em 1987, onde fez Brega e Chique, sua primeira e única telenovela na emissora. Logo após o término da novela na Rede Globo, Suzy que na época morava no Rio de Janeiro, teve que dar uma pausa em sua carreira e retornar à São Paulo para cuidar de seu pai, que teve uma severa doença nos rins, tendo sessões de diálise em casa, porém nos anos 90, seu pai vem a falecer. Em 1991, monta seu consultório de psicologia, porém em 1995, recebe convites para voltar a dramaturgia, retornando ao SBT na novelas Sangue Do Meu Sangue e Fascinação em 1998.  
Ainda em 1998, se tornou colunista do  Fala Brasil da TV Record, enquanto psicóloga, tendo um quadro sobre saúde mental até 2001. Entre 2008 a 2014 foi apresentadora do programa Família Em Foco, exibido na TV Aparecida e retransmitido pela Rede Vida. Em 2011 a 2012, foi contratada pelo SBT para apresentar o Quem Convence Ganha Mais. Atualmente, faz participações como psicóloga em programas do SBT, Rede TV, TV Record, TV Gazeta e Rede Brasil de Televisão. Em 2018, fez uma pequena aparição na novela As Aventuras de Poliana, no SBT, como ela mesma. 

## Vida pessoal
Foi casada com o cardiologista Carlos Tosta, com quem teve um filho, Mike. E foi casada também por 10 anos com Farid Curi, a quem foi apresentada por um amigo. Eles fizeram uma grande amizade e, depois de anos, Suzy foi pedida em namoro e depois em casamento por Farid. 

## Filmografia

### Televisão
| Ano       | Título                    | Personagem                                | Notas                                    | Emissora          |
| --------- | ------------------------- | ----------------------------------------- | ---------------------------------------- | ----------------- |
| 1973      | Vidas Marcadas            | Chininha                                  |                                          | Rede Record       |
| 1974      | A Barba Azul              | Sueli                                     |                                          | Rede Tupi         |
| 1975      | O Machão                  | Samantha                                  | Episódio: "15 de abril"                  | Rede Tupi         |
| 1975      | A Viagem                  | Maria Lúcia Veloso                        |                                          | Rede Tupi         |
| 1977      | O Espantalho              | Laurita                                   |                                          | Rede Tupi         |
| 1977      | O Profeta                 | Mariucha do Prado                         |                                          | Rede Tupi         |
| 1978      | O Direito de Nascer       | Maria Helena Juncal (jovem)               | Episódio: "31 de julho"                  | Rede Tupi         |
| 1978      | Aritana                   | Magali Correia                            |                                          | Rede Tupi         |
| 1979      | Como Salvar Meu Casamento | Simone                                    |                                          | Rede Tupi         |
| 1980      | Pé de Vento               | Gina                                      |                                          | Rede Bandeirantes |
| 1981      | Dulcinéa Vai à Guerra     | Drª. Helena                               |                                          | Rede Bandeirantes |
| 1982      | O Pátio das Donzelas      | Rosa                                      |                                          | TV Cultura        |
| 1982      | Os Imigrantes             | Vitória Fräuser                           |                                          | Rede Bandeirantes |
| 1982      | A Força do Amor           | Letícia                                   |                                          | SBT               |
| 1982      | A Leoa                    | Maria                                     |                                          | SBT               |
| 1983      | A Justiça de Deus         | Martinha                                  |                                          | SBT               |
| 1983      | Vida Roubada              | Alice Campos / Hilda de Albuquerque Rosas |                                          | SBT               |
| 1984      | Jerônimo                  | Aninha                                    |                                          | SBT               |
| 1987      | Brega & Chique            | Rosinha                                   |                                          | Rede Globo        |
| 1995      | Sangue do Meu Sangue      | Baronesa de Monte Verde                   | Episódio: "15 de outubro"                | SBT               |
| 1998      | Fascinação                | Adelaide Giuliani                         | Episódios: "10 de outubro–6 de novembro" | SBT               |
| 1998–2000 | Fala Brasil               | Colunista (saúde mental)                  |                                          | Rede Record       |
| 2011      | Quem Convence Ganha Mais  | Apresentadora                             |                                          | SBT               |
| 2018      | As Aventuras de Poliana   | Ela mesma                                 |                                          | SBT               |

### Cinema
| Ano  | Título                   | Personagem |
| ---- | ------------------------ | ---------- |
| 1978 | Meus Homens, Meus Amores | Suely      |
| 1988 | O Preço da Fama          | Kelly      |

## Teatro
- 1984 - Feche os Olhos e Entre na História
- 1985 -  Branca das Neves
- 1987 - “Ploc a Borboleta”